# Owsley Stanley
Augustus Owsley „Bear“ Stanley III (* 19. Januar 1935 in Kentucky; † 12. März 2011 in Queensland, Australien) war ein US-amerikanischer Toningenieur der Grateful Dead und Drogenproduzent.

## Werdegang
Owsley Stanley diente während der 1950er-Jahre 18 Monate in der United States Air Force. Er war der Erste, der in den 1960er-Jahren hochreines LSD im großen Rahmen produzierte. 1966 traf er auf die Band Grateful Dead, die er daraufhin finanziell unterstützte und für die er als Toningenieur arbeitete. Im Jahre 1967 wurden wiederholt Razzien von der Polizei durchgeführt und dabei Drogen beschlagnahmt, die schließlich dazu führten, dass Stanley zu drei Jahren Gefängnis verurteilt wurde. 
Nach seiner Haftzeit arbeitete er wieder gelegentlich als Tontechniker für Grateful Dead. Er produzierte mit ihnen 1973 das Album History of the Grateful Dead, Vol. 1 (Bear’s Choice). Ein mit Grateful Dead viel assoziiertes Motiv auf eben jenem Album und auf diversen Werbeartikeln sind die „Dancing Bears“, die tanzenden Bären, die auf Stanleys Idee beruhen. 
In den 1980ern wanderte er nach Australien aus und ließ sich im Bundesstaat Queensland nieder.
Am 12. März 2011 starb Stanley infolge eines Verkehrsunfalls, als sein Wagen von der Straße abkam.

## Familie
Owsley Stanley war verheiratet und hat vier Kinder. Der US-amerikanische Politiker und Gouverneur von Kentucky Augustus Owsley Stanley († 1958) war sein Großvater.

## Sonstiges
Stanleys Werdegang inspirierte die Band Steely Dan zu dem Titel Kid Charlemagne, enthalten auf ihrem Album The Royal Scam.